# 郑绪岚
郑绪岚（1958年7月20日—）女，籍贯中国山东省齐河县，生于北京，中国女歌唱家。

## 生平
郑绪岚生于北京，3岁时随父母迁居天津。在天津的业余文艺活动中，东方歌舞团的王昆发现一位业余歌唱者，她便是天津阀门厂的青年工人郑绪岚。王昆认为郑绪岚虽然唱法不对，但有才华，可培养成抒情女高音，便拍板吸收郑绪岚进入东方歌舞团。
1977年，郑绪岚进入东方歌舞团，先后师从李莜铭、郭淑珍（中央音乐学院声乐教育家）。1978年，赴泰国、菲律宾、马来西亚等国学习东南亚民间音乐。1979年，郑绪岚为电视风光片《哈尔滨的夏天》录制插曲《太阳岛上》，从此一举成名。1980年，郑绪岚参加了新星音乐会。1980年，在第一次举办的全国听众参与评选的“十五首优秀广播歌曲”中，《太阳岛上》等歌曲同时获奖。1983年，她参加首届中国中央电视台春节联欢晚会，演唱了《太阳岛上》。1984年，她被哈尔滨市人民政府授予“荣誉市民”称号。
1980年代，郑绪岚先后演唱了《牧羊曲》（电影《少林寺》插曲）、《大海啊故乡》（电影《大海在呼唤》主题歌，原唱为朱明瑛）、《飞吧鸽子》（电影记录片《鸽子》主题歌）、《妈妈留给我一首歌》（电影《小街》主题歌）等歌曲，受到广泛欢迎，在中国大陆风靡一时。1982年，在新歌评选音乐会上，她演唱了《鼓浪屿之波》、《大海和太阳》、《海峡灿灿》，其中《鼓浪屿之波》和《大海和太阳》两首歌获奖。1984年8月，她参加了中国唱片公司上海分公司举行的评选15首优秀歌曲获奖音乐会，其歌曲《牧羊曲》获奖。1987年，在中国中央电视台和中国电影家协会主办的评选中，郑绪岚被评为全国十名最受欢迎的歌唱家之一。1989年，她的成名曲《太阳岛上》获得中国唱片总公司颁发的1949－1989中国首届金唱片奖。
郑绪岚的演唱风格温婉、细腻。作曲家王立平的不少影视歌曲都由她演唱，包括《太阳岛上》、《牧羊曲》、《大海啊故乡》等等。
在东方歌舞团工作期间，东方歌舞团禁止郑绪岚谈恋爱，并称其如果谈恋爱就必须辞职。郑绪岚的初恋就这样被拆散。1980年代末，一位美国小伙子热情地追求郑绪岚。为了摆脱东方歌舞团对自己婚恋的横加限制，郑绪岚下决心从东方歌舞团辞职。辞职报告呈交后，郑绪岚上交了工作证、退还了住房钥匙、户口本也被收回。郑绪岚同美国小伙子结婚，并决定赴美国留学。由于出国手续复杂，郑绪岚辞职后没有经济来源，故她决定“走穴”，和一家演出公司签了三场演出，但在演出前一天，有关部门对郑绪岚下达了“封杀令”，从此全国所有演出场所均不准许郑绪岚演出。郑绪岚不得不依靠亲朋好友的接济维持生活两年，直到1989年赴美国。
1989年至1994年，郑绪岚移居美国入籍。在美国，郑绪岚生了孩子，当起全职太太，放弃了事业。但随着时间流逝，郑绪岚与美国丈夫之间的感情逐渐产生裂痕。在美国几年中，郑绪岚由于思念家乡，经常回中国，每一次都要逗留很久，且一次比一次长。郑绪岚想劝丈夫随她回中国，但丈夫拒绝。最终二人离婚，郑绪岚一个人带着儿子回到中国。
郑绪岚回国以后，抚平了离婚带来的创伤，又有了新的爱人。但二人买了房子，即将领结婚证时，其爱人被检查出患有黏膜癌，且癌细胞已经转移。同时，郑绪岚因为一次误诊，差点死亡，后来住院治疗。开始时，郑绪岚住在天津的医院，其爱人住在北京的医院。后来，其爱人的情况日益恶化，而郑绪岚当时只能吃流食维持生命，二人便住到同一家医院的同一间病房。此后，郑绪岚应邀在北京中山音乐堂演出，郑绪岚吃着止痛片参加了此次演出，且邀请爱人前往观看。当时，其爱人由于化疗，已没有头发，但还拿着DV拍摄郑绪岚演出，郑绪岚的心都碎了。不久之后，郑绪岚的爱人还是离开了人世。
郑绪岚自己病愈后，逐渐恢复了演出，还举办演唱会。她也学会了上网，经常和在美国读大学的儿子视频聊天。

## 作品
郑绪岚演唱曲目很多，代表作有《太阳岛上》、《牧羊曲》、《大海啊故乡》、《飞吧鸽子》、《妈妈留给我一首歌》等歌曲。
郑绪岚为影视片演唱的主题歌、插曲主要有：
电影作品曲目
- 飞吧鸽子，电影记录片《鸽子》主题歌
- 牧羊曲，故事片《少林寺》插曲
- 妈妈留给我一首歌，故事片《小街》主题歌
- 她就在我们身旁，故事片《小巷幽兰》插曲
- 请你来小城，故事片《小城细雨》主题歌
- 小城的雨，故事片《小城细雨》插曲
- 人生之路，故事片《车祸之后》主题歌
- 小百合花，故事片《岳家小将》插曲
- 母亲湖夜曲，故事片《母亲湖》插曲
- 那是谁的眼睛，故事片《看着我的眼睛》主题歌
- 美丽的流星，故事片《战地之星》主题歌

电视作品曲目
- 太阳岛上，电视风光片《哈尔滨的夏天》插曲
- 走向海洋（与蒋大为合唱），电视记录片《潜猎从这里开始》插曲
- 水晶般的心，电视剧《古泉巷二十八号》主题歌
- 小梅沙，电视记录片《光明的道路》插曲
- 啊！泉城，电视片《泉城》主题歌
- 崂山美，电视片《泉城》插曲
- 红叶情，电视音乐风光片《燕京抒怀》选曲
- 天坛回音壁（与蔡金梁合唱），电视音乐风光片《燕京抒怀》选曲
- 我寻找你美丽的陶然亭，电视音乐风光片《燕京抒怀》选曲
- 和从前一样，电视剧《大地的深情》插曲
- 象山泉那样，电视剧《象山泉那样》主题歌
- 蓬莱女，电视艺术片《万象更新》选曲
- 虹，电视音乐片《九州方圆》选曲
- 我叫胖胖，动画片《熊猫胖胖》主题歌
- 飞来吧黑颈鹤，电视音乐片《小鸟我的朋友》选曲
- 新月又挂天边，电视连续剧《火烧阿房宫》片尾曲
- 静夜曲，电视连续剧《李白》片尾曲
- 花木兰，电视连续剧《花木兰》主题曲
- 可怜天下女儿心，电视连续剧《花木兰》插曲

郑绪岚出版的个人专辑有：
- 情系红楼梦，上海声像出版社，2001年
  - 枉凝眉
  - 葬花吟
  - 秋窗风雨夕
  - 红豆曲
  - 晴雯歌
  - 聪明累
  - 题帕三绝
  - 叹香菱
  - 分骨肉
  - 紫菱州歌
  - 引子
- 中国歌唱家系列：郑绪岚《牧羊曲》，上海声像出版社，1998年
  - 牧羊曲
  - 鼓浪屿之波
  - 化蝶
  - 太阳岛上
  - 妈妈留给我一首歌
  - 飞吧鸽子
  - 沂蒙山小调
  - 月亮
  - 悲伤的日本海
  - 情深谊长
  - 白兰花
  - 绣荷包
  - 茉莉花
  - 采忙忙
  - 金色的村庄
  - 妈妈
- 20世纪中华歌坛名人百集珍藏版：郑绪岚，中国唱片总公司，1998年
- 多情的土地，广州太平洋影音公司，1984年
- 郑绪岚独唱歌曲选，中国唱片社，1983年